# در آستانه ۲۰ سالگی
«در آستانه ۲۰ سالگی» (انگلیسی: Pushing 20) ترانه‌ای از خواننده آمریکایی، سابرینا کارپنتر از چهارمین آلبوم استودیویی او به نام منحصربه‌فرد: پرده دوم (۲۰۱۹) است که به عنوان تک‌آهنگ آغازین این آلبوم در ۸ مارس ۲۰۱۹ توسط هالیوود رکوردز منتشر شد. متن ترانه توسط کارپنتر، پاول گای شلتون تو و وارن «اوک» فلدر نوشته شده است. از نظر موسیقایی، «در آستانه ۲۰ سالگی» تحت تأثیر هیپ هاپ و ترپ است و «صدای پاپ خاصی» دارد. از نظر محتوایی، این ترانه دربارهٔ کارپنتر است که می‌خواهد مسئولیت‌های خودش را بر عهده بگیرد و به جای اهمیت به نظرات دیگران، خودش تصمیم بگیرد.